# 八橋運動公園
八橋運動公園（やばせうんどうこうえん）は、秋田県秋田市に所在する公園、および同公園を町域とする秋田市の町。郵便番号は010-0974。

## 概要
秋田市の中央部に位置する運動公園であり、秋田県庁、秋田市役所等の官公庁地区に近接する。南を秋田県道26号秋田停車場線（山王大通り）に面しており、交通の便が良い。
1941年（昭和16年）、八橋陸上競技場、八橋球場の開場 とともに公園が開設された。約21haの敷地内に、陸上競技場、野球場のほか、球技場、体育館、テニスコート、相撲場等、種々の運動施設を備える。陸上競技場は1961年（昭和36年）の秋田国体で秋季国体の主会場となったほか、2001年（平成13年）のワールドゲームズでは開会式の会場となった。
町域と公園域はほぼ一致するが、公園北西端にあるグリーンサンドコート（テニスコート）のみ隣接する八橋本町二丁目に属する。町としての八橋運動公園については後述。

## 施設
- 秋田県立体育館
- ソユースタジアム（秋田市八橋運動公園陸上競技場）
- さきがけ八橋球場（秋田市八橋運動公園硬式野球場）
- あきぎんスタジアム（秋田市八橋運動公園球技場）
- スペースプロジェクト・ドリームフィールド（第2球技場）
- テニスコート（砂入り人工芝コート）
- 相撲場
- 多目的グラウンド
- 健康広場
- 秋田県スポーツ科学センター

### ギャラリー

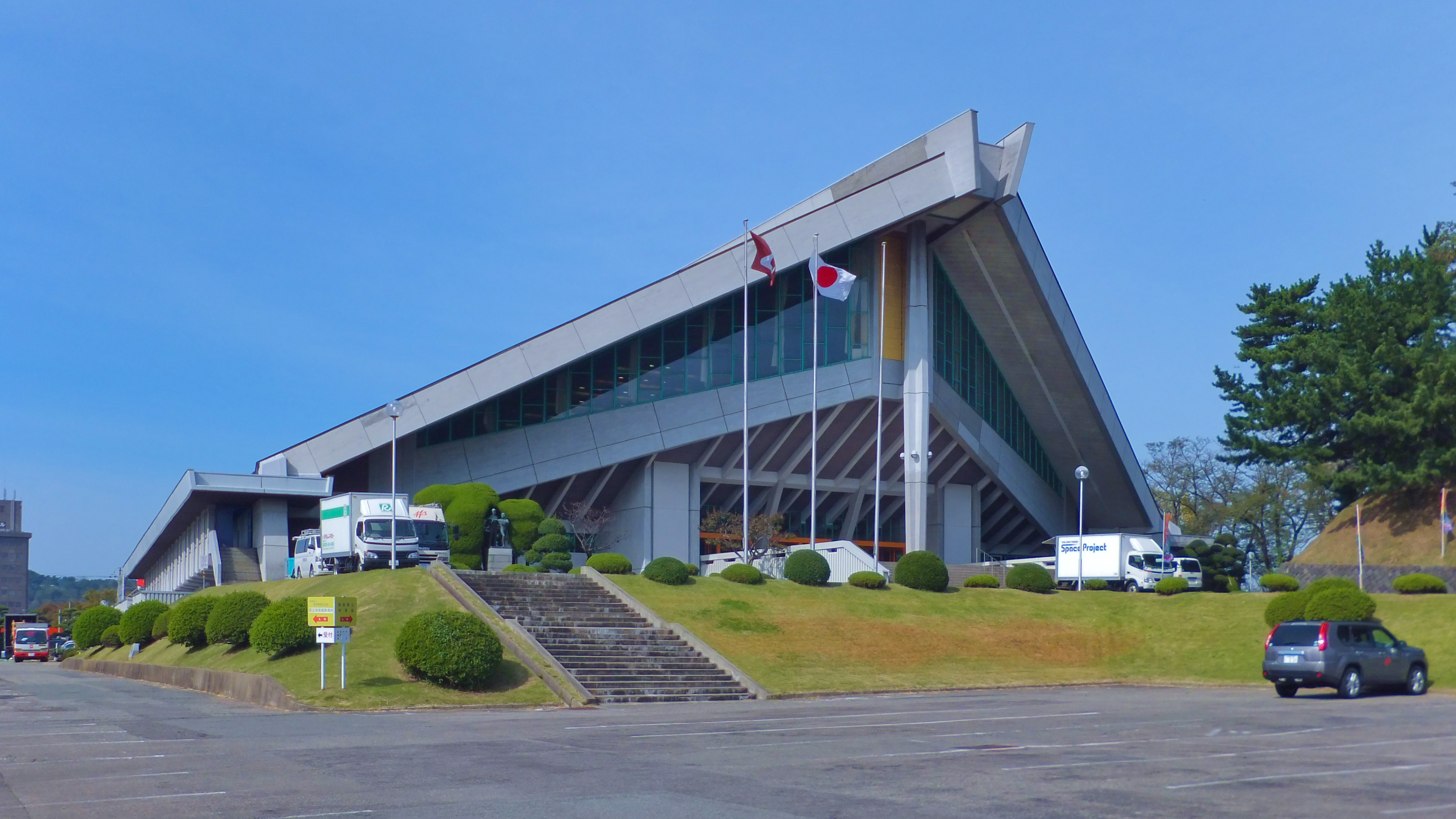
秋田県立体育館
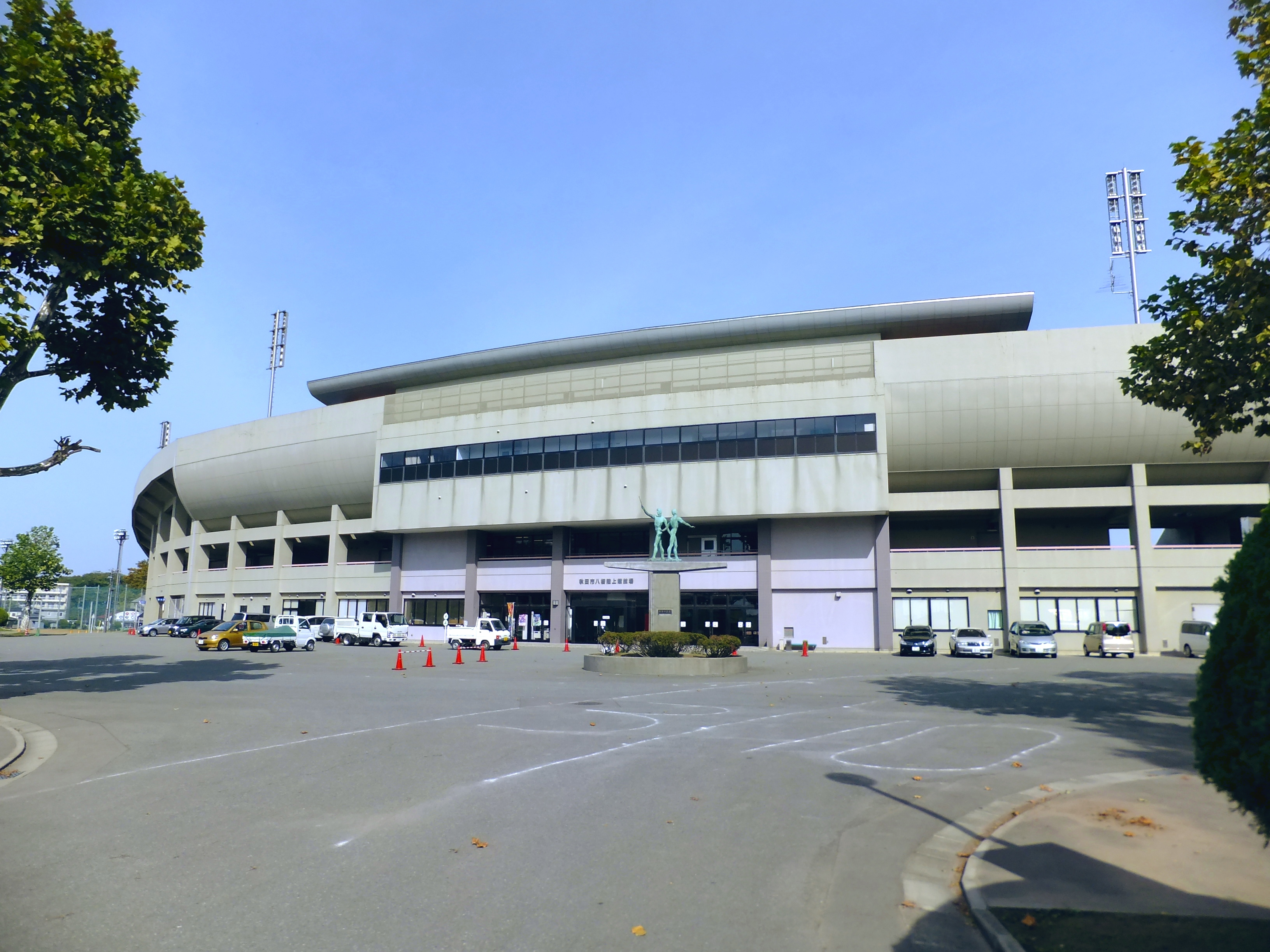
ソユースタジアム
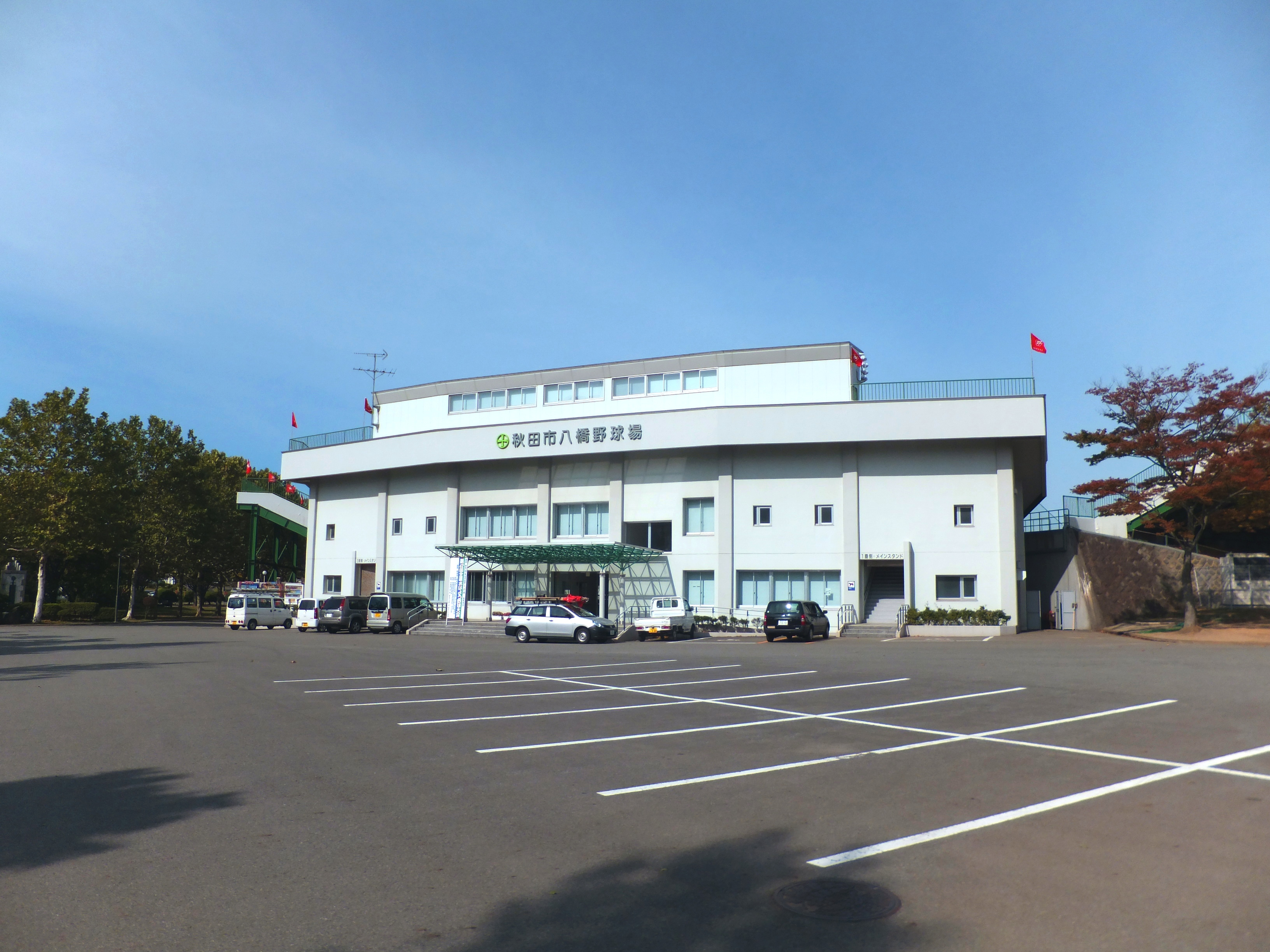
さきがけ八橋球場
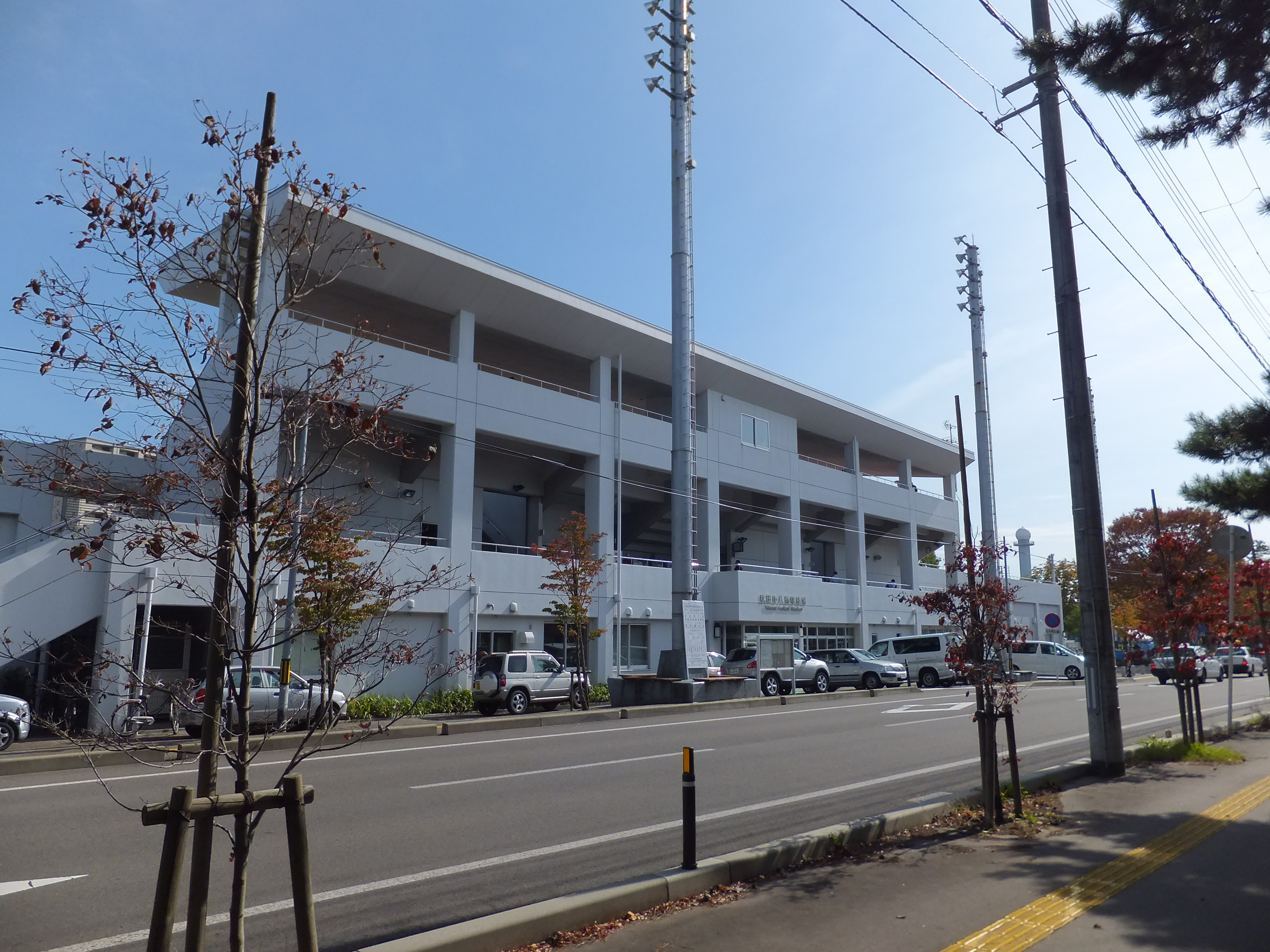
あきぎんスタジアム
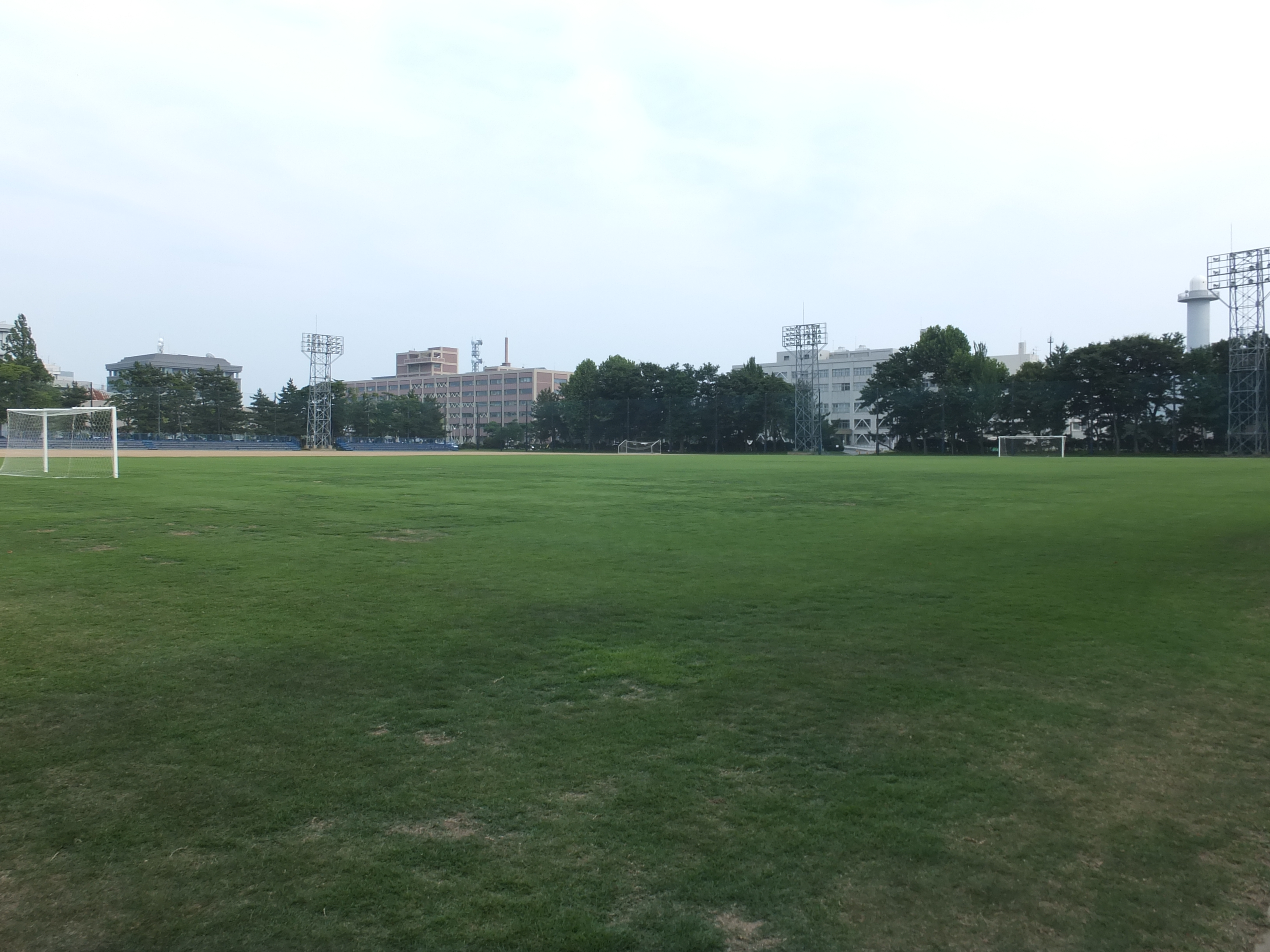
健康広場
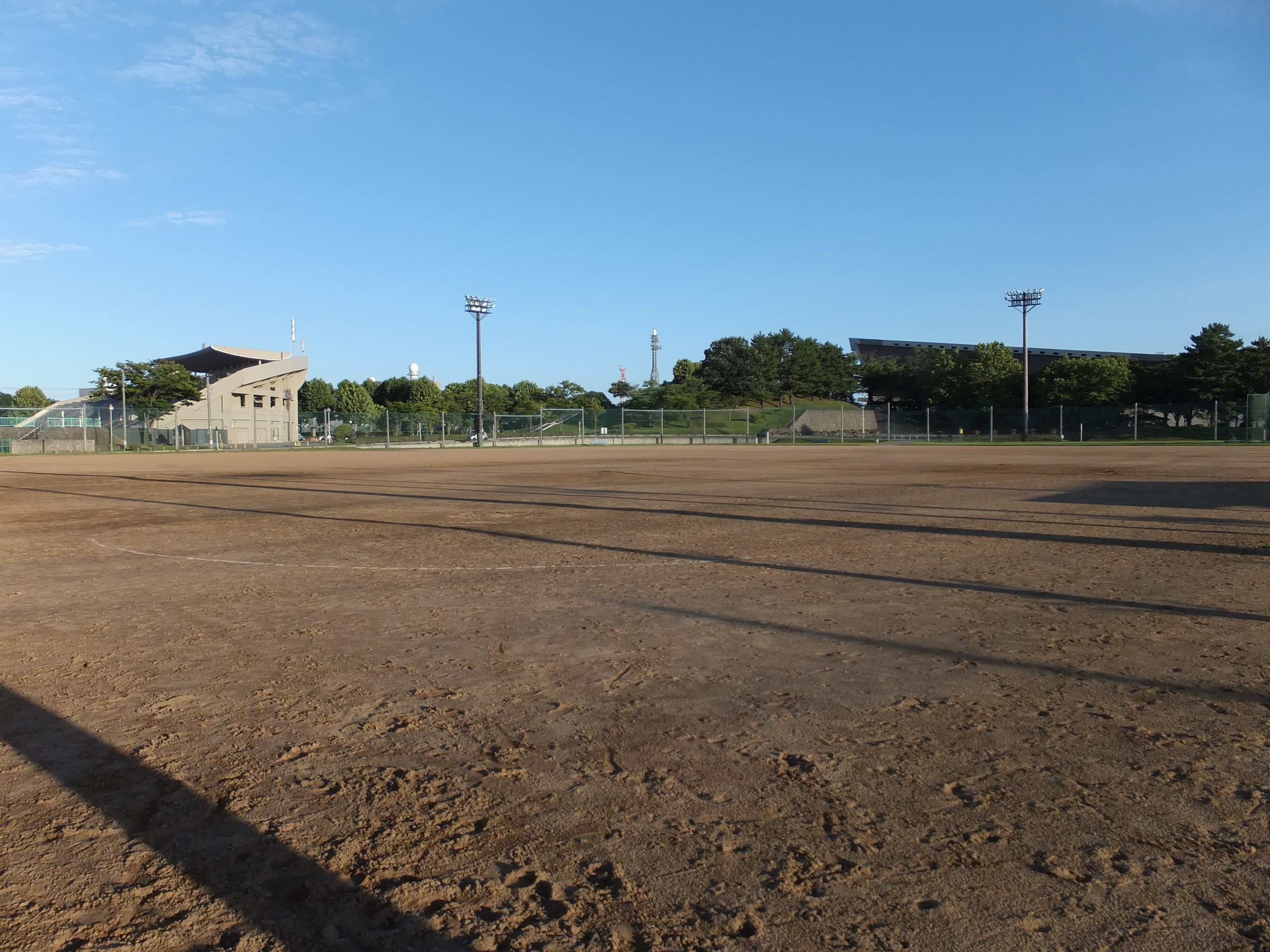
多目的グラウンド
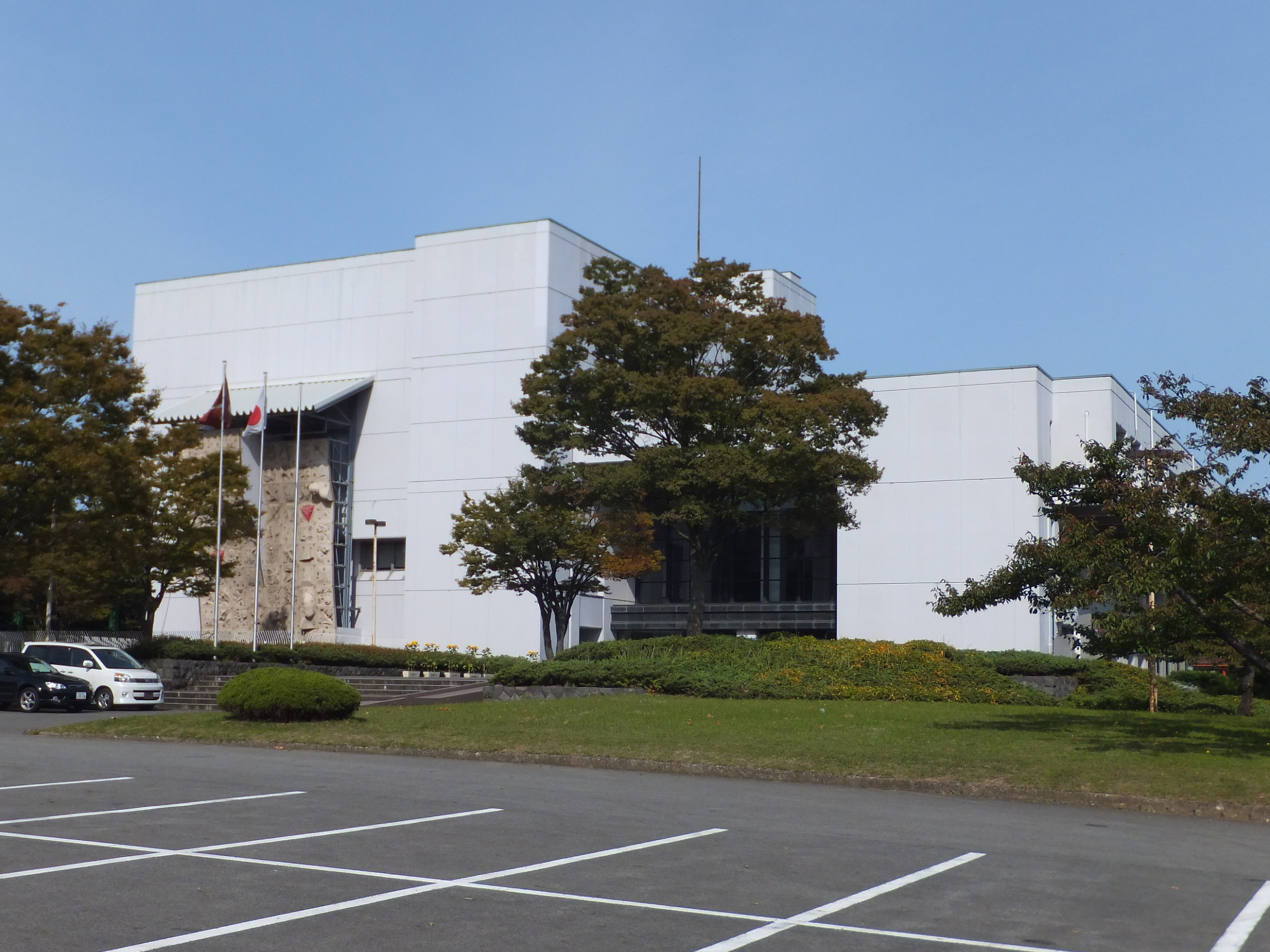
秋田県スポーツ科学センター
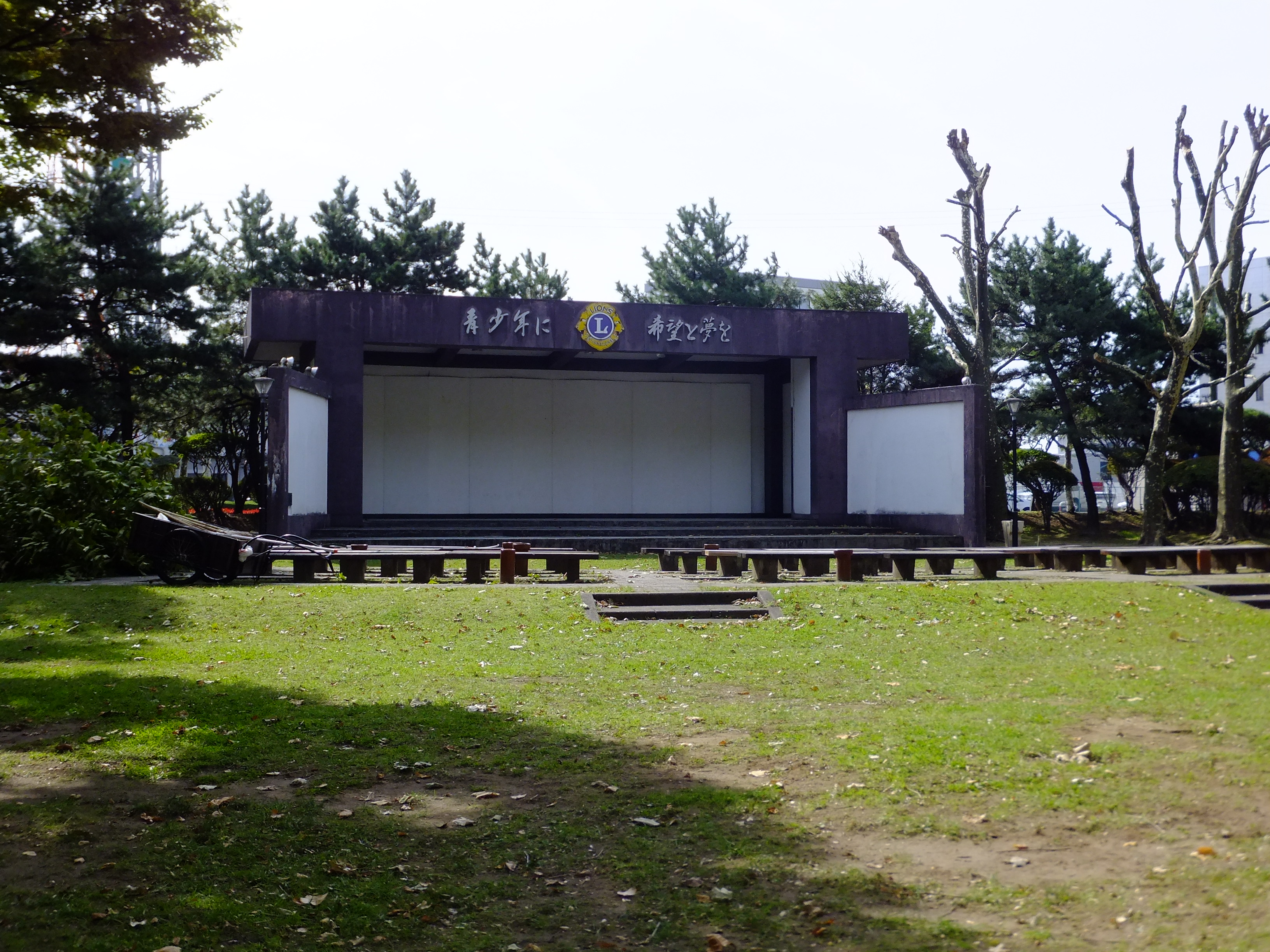
野外ステージ

## 沿革
- 1941年（昭和16年）9月 - 秋田市八橋運動公園陸上競技場[1]、秋田市八橋運動公園硬式野球場[2]、相撲場が開場[3]。同月23日公園開設が公告される。
- 1953年（昭和28年）8月 - 秋田市営ラグビー場（後の秋田市八橋運動公園球技場）が開場[4]。
- 1957年（昭和32年）4月 - テニスコートを開設[5]。
- 1961年（昭和36年） - 第16回国民体育大会（秋田国体）が開催され、主会場として八橋運動公園が使用される。これに合わせて多くの施設が全面改修された。
- 1965年（昭和40年） - 八橋運動公園内に秋田市民会館（のちの秋田市中央公民館）を設置。
- 1968年（昭和43年）10月1日 - 秋田県立体育館が開館。
- 1970年（昭和45年）8月10日 - 軟式野球場および市民広場（のちの健康広場および第2球技場）に夜間照明が設置される[6]。
- 1979年（昭和54年）3月 - 秋田県立スポーツ会館（秋田県スポーツ科学センター）開館。
- 1982年（昭和57年）5月1日 - 当公園地区に住居表示が実施される[7]。
- 1984年（昭和59年）3月 - グリーンサンドコートを設置[5]。
- 1997年（平成9年）11月 - テニスコートがクレーコートから砂入り人工芝に更新される[8]。
- 2001年（平成13年）8月 - 秋田県を開催地としてワールドゲームズ2001が開催され、八橋陸上競技場が開会式の会場となる。
- 2003年（平成15年）11月1日 - 秋田市中央公民館が八橋運動公園から秋田ニューシティビルに移転[9]。
- 2004年（平成16年）5月 - 多目的グラウンドを開設[10]。6月末で軟式野球場が閉鎖され、改修工事の後、八橋健康広場となる（2005年（平成17年）10月開設）。
- 2005年（平成17年）10月 - 旧軟式野球場および市民広場が改修され、健康広場および八橋運動公園第2球技場となる。
- 2007年（平成19年）9〜10月 - 第62回国民体育大会が開催される。
- 2014年（平成26年）
  - 4月 - 第2球技場が人工芝に更新される。
  - 9月 - 球技場および第2球技場にネーミングライツが導入され、球技場の名称が「あきぎんスタジアム」に、第2球技場が「スペースプロジェクト・ドリームフィールド」となる。
- 2015年（平成27年） 5月30日〜31日 - 第5回東北六魂祭が当公園を主会場として開催される。
- 2016年（平成28年）4月 - 硬式野球場にネーミングライツが導入され、球場の名称が「さきがけ八橋球場」となる[11]。
- 2019年（平成31年）4月 - 陸上競技場にネーミングライツが導入され、陸上競技場の名称が「ソユースタジアム」となる。

## 地名としての八橋運動公園
町としての八橋運動公園は、1982年（昭和57年）の住居表示実施に伴い成立した。したがって町名整理前については八橋 (秋田市)#歴史を参照のこと。前述の通り公園域をもって町域としているが、1984年（昭和59年）に開設されたグリーンサンドコートのみ、隣接する八橋本町二丁目に属している。北は八橋本町一丁目・二丁目、東は山王一丁目、南は山王七丁目・山王新町、西は八橋南一丁目に接する。

### 町名の変遷
以下はすべて住居表示実施に伴う変更。
| 実施後       | 実施年月日     | 実施前（各字名ともその一部）                           |
| ------------ | -------------- | ------------------------------------------------------ |
| 八橋運動公園 | 昭和57年5月1日 | 川尻町字田中 かわしりまち あざたなか                   |
| 八橋運動公園 | 昭和57年5月1日 | 川尻町字中村清水田 かわしりまち あざなかむらしみずでん |
| 八橋運動公園 | 昭和57年5月1日 | 川尻町字八橋境 かわしりまち あざやばせさかい           |
| 八橋運動公園 | 昭和57年5月1日 | 八橋字片田添 やばせ あざかただぞえ                     |
| 八橋運動公園 | 昭和57年5月1日 | 八橋字八橋 やばせ あざやばせ                           |

## 交通アクセス

### バス
- JR奥羽本線・羽越本線 秋田駅から秋田中央交通・羽後交通の路線バスを利用。
  - 八橋市民広場前 - 八橋球場前 - 県立体育館前
  - 消防庁舎前
  - 秋田市保健所・サンライフ秋田前

### 道路
- 秋田県道26号秋田停車場線（山王大通り）
- けやき通り